# 홈볼트의 바다

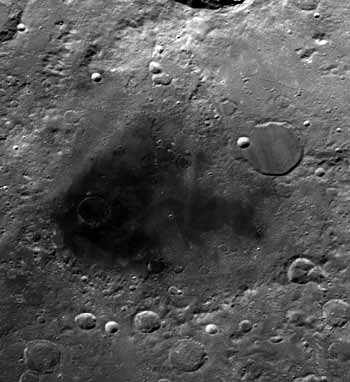
홈볼트의 바다

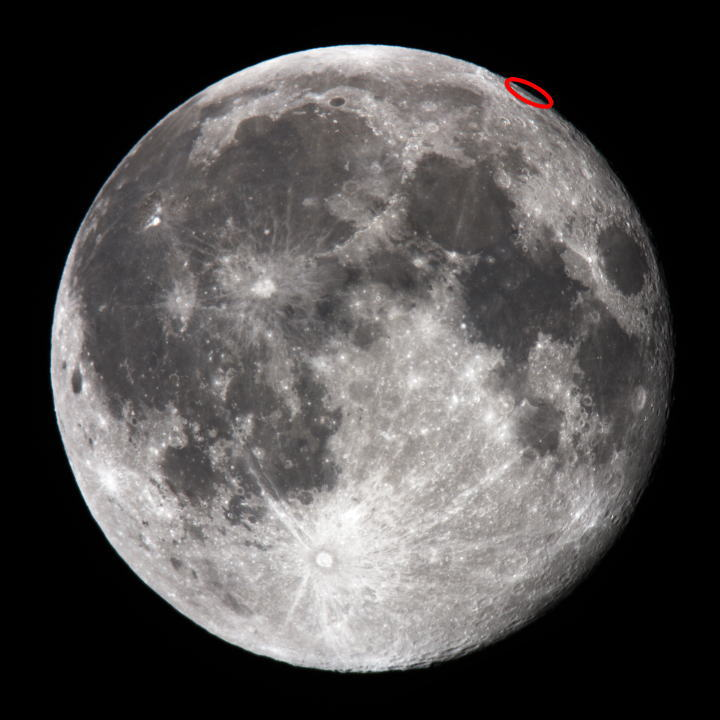
홈볼트의 바다의 위치

홈볼트의 바다(라틴어: Mare Humboldtianum, 영어: Sea of Alexander von Humboldt)는 달의 추위의 바다 동쪽에 위치한 달의 바다이다. 달의 앞면에 위치해 있다. 위치상의 특징으로 칭동의 영향을 받으며, 때때로 지구에서 보이지 않을 때도 있다. 직경은 273km이다.